# ゆうきりん
ゆうき りん（1967年1月5日 - ）は日本の小説家。東京都出身、山羊座のAB型。神奈川工科大学卒業。『夜の森の魔女』で第19回コバルト・ノベル大賞受賞。

## 作品リスト

### オリジナル
- 人知らずの森のルーナシリーズ（1992年12月 - 1995年6月 コバルト文庫）
- 鉛姫シリーズ（1993年4月 - 1994年4月 コバルト文庫）
- 蒸気人形とロンドンの怪（1995年3月 コバルト文庫）
- 影の中の都（1995年10月 コバルト文庫）
- 薔薇の剣シリーズ（1996年3月 - 1997年12月 コバルト文庫）
- 名もなき本（1998年3月 コバルト文庫）
- 群狼の牙シリーズ（1998年6月 - 12月 コバルト文庫）
- 魔法な男の子の飼い方シリーズ（1999年6月 - コバルト文庫）
- 灰髪姫と七人の醜男（2000年3月 コバルト文庫）
- 戦国吸血鬼伝（2000年9月 ハルキ文庫）
- オーパーツ♥ラブシリーズ（2001年8月 - 2008年8月 スーパーダッシュ文庫、全24巻）
- 銀の逢魔ヶ刻探偵団（2001年9月 富士見ミステリー文庫）
- Silver bullets（2001年10月 ファミ通文庫）
- ヴァルキュリアの機甲シリーズ（2002年4月 - 2003年3月 電撃文庫、全4巻）
- 天空の姉妹と雲の騎士（2002年7月 ファミ通文庫）
- シャリアンの魔炎シリーズ（2003年2月 - 2006年2月 コバルト文庫）
- いろんな地球の救いかたシリーズ（2003年6月 - 12月 ファミ通文庫）
- めがねノこころシリーズ（2003年12月 - 2004年9月 電撃文庫、全3巻）
- でぃ・えっち・えぃシリーズ（2005年1月 - 2008年1月 電撃文庫、全10巻）
- 煙突町の赤魔と絶望少年（2007年9月 ファミ通文庫）
- スイート スイーツ ショコラ（2007年10月 徳間書店、2011年2月 徳間文庫）
- 司書とハサミと短い鉛筆シリーズ（2008年7月 - 2010年8月 電撃文庫、全7巻）
- ぱんほー!（2008年9月 HJ文庫）
- 臆病な僕と噛みまくりの魔女（2009年4月 ファミ通文庫）
- キバセン!（2010年5月 ファミ通文庫）
- 魔王なあの娘と村人Aシリーズ（2011年5月 - 2016年11月 電撃文庫）
- イタカノと彼らのおかしな毎日（2013年7月 スーパーダッシュ文庫）
- ブルー・ダイブ（2015年8月 双葉文庫）
- くじにてさうらふ 公事宿初音代語り（2015年11月 角川文庫）[1]
- 豊作出来!〜異世界農場へようこそ〜（2016年9月 ダッシュエックス文庫）
- 異世界でハンター始めました。 獲物はおいしくいただきます（2016年9月 - 2017年6月 ファミ通文庫）
- 迷宮料理人ナギの冒険（2017年1月 - 2018年7月 電撃文庫、全3巻）
- うちの社長はひとでなし! 〜此花めぐりのあやかし営業〜（2019年9月 集英社オレンジ文庫）
- 甲冑男子 〜言えないわたしを支えてくれる秘密の彼氏たち〜（2020年2月 LINE文庫）
- 大江戸恋情本繁昌記（2024年3月 - 集英社オレンジ文庫）

### ノベライズ
- ドラゴンヴァラー 報復者の宴 （2000年3月 ファミ通文庫）
- モンスターハンターシリーズ（2004年6月 - 2006年3月 ファミ通文庫）
- ゴッドイーター 禁忌を破る者（2010年6月 ファミ通文庫）
- ギルティクラウン レクイエム・スコア（2012年1月 - 2012年8月 トクマ・ノベルズ）
- 神撃のバハムート 朽ちた黒龍の鱗（2014年8月 ファミ通文庫）

### 漫画原作
- たすけて〜囚われの2.5次元俳優〜（2020年1月、マンガMee連載）
- たすけて〜読モの心霊スポット配信〜（2020年4月、マンガMee連載）